# Babonići
Babonići (Babonegi, Babonezići) su hrvatska velikaška obitelj koja se u izvorima javlja krajem 12. stoljeća. Posjedi obitelji prostirali su se na području srednjovjekovne Slavonije. Prvobitno područje roda bilo je u Goričkoj županiji.

## Babonići
Prvi po imenu poznati član ovoga roda je Stjepan I., zvani Babon († poč. 13. st.). Prvotni posjedi Babonića nalazili su se na području desne obale Kupe između današnjeg Karlovca i Siska. Najstariji im je posjed bila Vodica, blizu Dubice, prema kojoj su nazivani vodičkim knezovima. Kasnije važno uporište bio im je grad Steničnjak (danas Sjeničak) prema kojemu su nosili i pridjevak "de Stenischnach", a nazivali su se i goričkim knezovima. U doba najveće moći držali su područje od Kranjske do Vrbasa i od Save do Gvozda, uključujući gradove Susedgrad i Medvedgrad u Slavoniji te Mehovo i Kostanjevicu u južnoj Kranjskoj. Babonići su jedno od plemena koja su pripadala upisa u »nobiles ultra Gozd« (plemstva s one strane Gvozda).
Rodovi Babonića, odnosno Blagajski prema nađenim spisima koji govore o porijeklu o kojima su raspravljali povjesničara Ludovic Schonlebena, Nade Klaić i dr. su se smatrali nasljednicima rimske patricijske porodice Ursinima, točnije odjeljka Bobone-Orsini.
Stjepanovi sinovi, Baboneg I. († iza 1269.) i Stjepan II. sudjelovali su 1217. godine u križarskoj vojni kralja Andrije II. (1205. – 1235.) i njihovo djelovanje dovelo je do jačanja roda Babonića, osobito, zahvaljujući Stjepanu II. koji je bio na dužnosti primorskog bana od 1243. do 1249. godine. Baboneg I. ostavio je iza sebe sinove Petra, Matiju, Jakova i Kristana koji su preuzeli nadzor i brigu za Vodicu, a istaknutiju ulogu ostvarili su sinovi Stjepana II., koji su zadržali gorički posjed.
Godine 1241. Babonići su primili darovnicu od kralja Bele IV. (1235. – 1270.) kojom su bili oslobođeni plaćanja poreza i izuzeti od banske vlasti, a smatra se da je razlog tomu bila njihova pomoć kralju prilikom povlačenja pred Mongolima preko Zagreba do jadranske obale. Uspon obitelji bilježi se krajem 13. stoljeća za vrijeme prijestolonasljednih borbi između zadnjeg Arpadovića, kralja Andrije III. Mlečanina (1290. – 1301.) i Anžuvinaca, kada Babonići koriste konfuzne okolnosti i postaju, uz knezove Bribirske, najmoćnija vlastela u Hrvatskoj. U to vrijeme često se sukobljavaju s Gisingovcima i Gut-Keledima s kojima izmijenjuju bansku čast. U to vrijeme su bansku čast obnašala braća, Radoslav I. (1287. – 1293.) i Stjepan III. (1288. – 1295.). Vrhunac moći dostižu pod Stjepanom V., banom "čitave Slavonije", kada im se posjedi prostiru od Kranjske (odnosno rijeke Kupe) do rijeke Bosne (a nekad i Drine) i od Save do Gvozda.
Dana 12. svibnja 1314. godine, sinovi kneza Babonega II., podijelili su obiteljske posjede između sebe, tako da je Stjepan IV. dobio gornjoslavonske posjede oko Steničnjaka i još nekih mjesta, Ivan I. je dobio južnoslavonske oko Zrina, a Radoslav II. dohotke od imanja uz rijeku Sanu.
Slavonski ban Ivan I. Babonić sudjelovao je 1322. godine u bitki kod Blizne protiv hrvatskog bana Mladena II. Bribirskog, nakon čega je imenovan banom "čitave Slavonije, Hrvatske i Dalmacije", ali već iduće godine izgubio je bansku čast i ubrzo se sukobio s kraljem Karlom I. (1301. – 1342.). Kada su se 1326. godine pobunili i sinovi Stjepana IV., Dionizije i Pavao († 1382.), novi slavonski ban Mikac Mihaljević oduzeo im je pradjedovski grad Steničnjak. Godine 1328. kralj im je oprostio neposlušnost i predao im grad Donju Moslavinu, ali Babonići više nikada nisu došli u posjed svog starog sjedišta. Nakon pada kneza Ivana i gubitka Steničnjaka, vodeća uloga prešla je na njihove potomke, knezove Blagajske.

## Knezovi Blagajski
Blagajski knezovi su odvjetak hrvatske velikaške obitelji Babonića, nastao u 14. stoljeću. Pridjevak "Blagajski" (de Blagay) dobili su prema novom sjedištu, gradu Blagaju na Sani (danas Blagaj Japra).
Rodonačelnik knezova Blagajskih je Dujam Babonić († oko 1370.), sin Radoslava II. Babonića. Zajedno s bratom Nikolom III., vladao je područjem Dubice, Vodice i Sane. Nikola III. je spasio život kralju Karlu I. u borbi protiv vlaškog vojvode Basaraba pa je kralj u znak zahvalnosti poklonio Babonićima područja duž rijeke Une do grada Krupe, nasuprot Blagaju. Nikola III. i Dujam su se prema posjedu Blagaju prozvali Blagajskima. Budući da je Nikola III. umro ne ostavivši nasljednike, Dujam se smatra rodonačelnikom obitelji knezova Blagajskih. Svojim sinovima Ivanu III., Nikoli IV., Stjepanu VII., Babonegu III. i Tomi ostavio je obiteljske posjede proširene na posjede u Sanskoj županiji, slobodan pristup na kraljevski dvor te ugled i imetak. Te posjede im je kao baštinske i nasljedne potvrdio 1352. godine ugarski kralj Ludovik I. Anžuvinac (1342. – 1382.) na osnovu krivotvorene povelje iz 1218. godine. Tim činom su Blagajski postali kraljevi vazali, izravno podređeni kruni.
Knezovi Blagajski podigli su utvrđene gradove Blagaj na Korani (Blagajski Turanj) i Blagaj na Sani.
Za vrijeme velikog sukoba ugarskih i hrvatskih feudalaca protiv kraljice Marije (1382. – 1395.) i njene majke Elizabete, Blagajski pristaju uz njih i Marijinog zaručnika, Žigmunda Luksemburgovca. Tijekom 15. stoljeća knezovi Blagajski sudjeluju u protuturskim ratovima, ali izloženi osvajanju i pustošenjima svojih posjeda krajem 16. stoljeća sele se u Kranjsku, gdje se od 1582. godine ubrajaju u red kranjskih staleža. Zadnji potomak Babonića bio je grof Ludvig Blagajski (umro u Ljubljani 1897.).
Kao plemenski rodovi Babonića osim nasljednih Blagajskih spominju se Ratetići, Ladikovići, Koraničanići, Hutinjani i Bonjani (Banjani, Thallóczy) Godinići, Sičani, knezovi Kostajnički... i dr.

## Banovi iz roda Babonića
- Godimir (hrvatski ban)[nedostaje izvor]
- Stjepan II., primorski ban (1243. – 1249.)
- Stjepan III., slavonski ban (1288. – 1295.)
- Stjepan V., slavonski ban (1299., 1310. – 1316.)
- Radoslav I., slavonski ban (1287. – 1293.)
- Ivan I., slavonski ban (1316. – 1323.) i hrvatski ban (1322. – 1323.)